# Chapelle rouge
La chapelle rouge d'Hatchepsout, aussi appelée « palais de la Maât », est un des monuments du temple d'Amon à Karnak. Il s'agit d'une chapelle de barque, élément central de l'architecture et des rites des temples à dater du Nouvel Empire, et dont la fonction était de préserver la barque sacrée du dieu Amon.
Son nom était d'ailleurs « place favorite d'Amon » ou « place du cœur d'Amon ».

## Description
Elle a été retrouvée démontée dans les môles du troisième pylône du temple de Karnak construit par Amenhotep III et reconstruite dans le musée en plein air où elle se visite aujourd'hui parmi d'autres monuments reconstruits par le Centre franco-égyptien d'étude des temples de Karnak (CFEETK).
Sa construction a été réalisée entre l'an 17 et 20 du règne d'Hatchepsout, soit la fin de son règne. Thoutmôsis III, en a achevé la construction pour la faire démanteler plus tard au cours de son règne.
Elle a été construite en deux matériaux : le quartzite rouge pour les élévations et le granit noir pour la base, les portes et la corniche produisant un effet de contraste des matériaux et des couleurs. Les blocs ont été posés en longueur et en largeur, ce qui démontre probablement que les décors ont été réalisés avant qu'elle ne soit construite.
Son décor est composé de blocs reliés entre eux par des liaisons en queue-d'aronde et chaque bloc contient entièrement une scène particulière ; ainsi aucun visage ou autre élément du décor n'est coupé par un joint.

## Programme iconographique

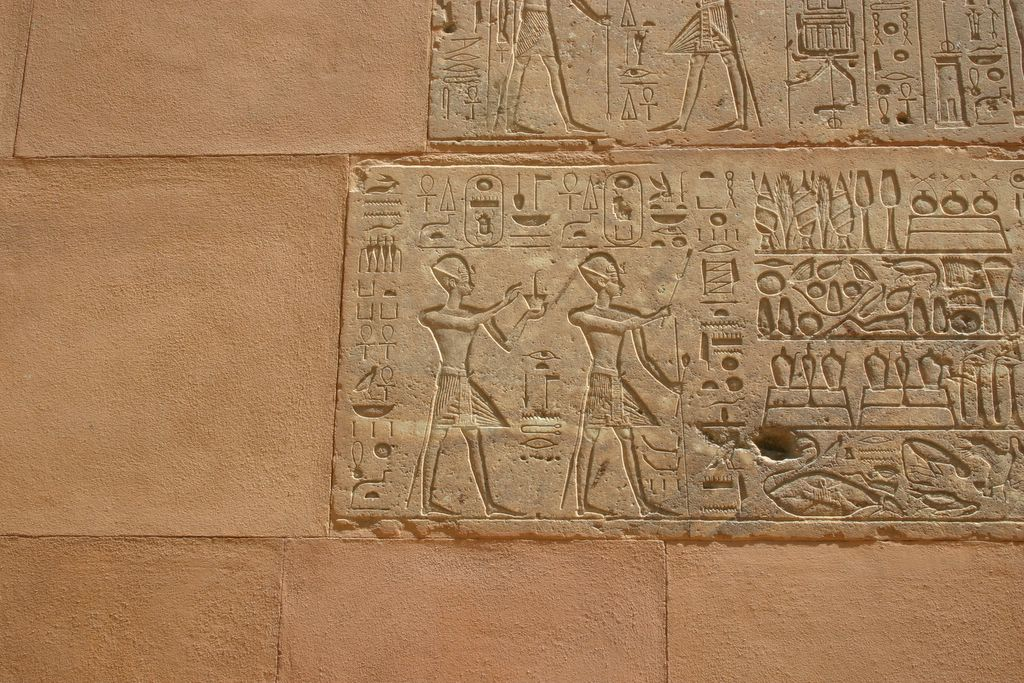
Détail de la chapelle rouge montrant Hatchepsout et Thoutmôsis III officiant côte à côte.

Le monument est entièrement décoré depuis sa base jusqu'à son sommet. Les scènes sont traitées en relief dans le creux à l'extérieur comme à l'intérieur de la chapelle. Les personnages représentés sur le granite sont teintés d'une coloration jaune alors que les reliefs réalisés sur les blocs de quartzite devaient être peints de couleurs naturelles mais vives. La plupart des scènes sont intactes bien qu'il en manque encore une partie sans doute remployée ailleurs à Karnak et qui attend toujours d'être découverte.
Les scènes présentes sont des représentations de la « grande fête d'Opet » et de la « Belle fête de la vallée », les deux cérémonies principales et annuelles qui se déroulaient au cœur de Thèbes et dont Amon et pharaon étaient les principaux acteurs. D'autres scènes représentent l'intronisation d'Hatchepsout, dont notamment son couronnement par Amon, et son entrée dans le palais.
À noter que plusieurs représentations de Thoutmôsis III, dont Hatchepsout est réputée avoir usurpé le trône, sont présentes. Il est figuré à égale hauteur de la reine dans la scène de la fête d'Opet. Ce détail a son importance car il indique, selon les conventions iconographiques égyptiennes, que les deux souverains étaient considérés à égale importance ce qui pourrait être le signe d'une corégence en titre et d'un partage des fonctions.

## Signification et destinée de la chapelle rouge
D'une manière générale, ces thèmes iconographiques choisis répondent là encore a un besoin de confirmation par le dieu Amon du règne d'Hatchepsout et donc de légitimation de son trône auprès des hommes et de la cour. Ce monument vient donc compléter les scènes déjà figurées dans le temple funéraire de la reine à Deir el-Bahari, qui procèdent des mêmes intentions, à la différence que la chapelle rouge, destinée à recevoir en son sein la barque sacrée du dieu Amon se trouvait au cœur du temple dynastique de l'empire et affichait ainsi ostensiblement le pouvoir de la reine-pharaon.
De ce fait à l'issue du règne d'Hatchepsout lorsque Thoutmôsis III règnera seul et de manière autonome il la fera démonter entièrement et remplacer par une nouvelle chapelle de la barque, cette fois tout en granite. Les matériaux de la chapelle rouge de la reine seront alors remployés comme matériaux de remplissage des monuments que le nouveau pharaon et ses descendants édifieront à Karnak.